# MTV Video Music Awards de 1998
O MTV Video Music Awards de 1998 ocorreu no Anfiteatro Universal, em Los Angeles, Estados Unidos, em 10 de setembro de 1998, premiando os melhores videoclipes lançados entre 17 de junho de 1997 e 12 de junho de 1998, e foi apresentado pelo comediante estadunidense Ben Stiller.
Madonna foi a artista com mais indicações e vitórias da noite, ganhando seis prêmios de nove indicações: cinco (de oito) por "Ray of Light", incluindo Vídeo do Ano e Melhor Vídeo Feminino, e um por "Frozen". Fora Madonna, apenas Will Smith e The Prodigy ganharam prêmios múltiplos naquela noite, ganhando dois cada um.
Em relação às indicações, os dois maiores indicados, além de Madonna, foram a banda de rock alternativo Garbage e o rapper Will Smith. Smith dividiu suas indicações entre dois vídeos: "Gettin 'Jiggy wit It" (cinco) e "Just the Two of Us" (uma), cada um dos quais ganhou um prêmio. Em contraste, o grupo Garbage recebeu todas suas oito indicações por "Push It", mas foi para casa completamente de mãos vazias no final da noite.
O vestido de malha que a atriz Rose McGowan usou para a premiação foi objeto de muita atenção da mídia após a premiação.

## Promoção
Nas semanas que antecederam a cerimônia de premiação, a MTV "hackeou" seu próprio site intencionalmente e grafitou as palavras "JF Esteve Aqui", na mesma época em que o hacker britânico JF estava sendo investigado pela Scotland Yard pelos ataques hacktivistas do grupo milw0rm. Centenas de páginas hospedadas na MTV.com exibiam o novo logotipo do JF, incluindo uma página que dizia: "JF esteve aqui, saudações ao milw0rm". A MTV confirmou mais tarde que o suposto hack de JF foi um golpe publicitário para promover a aparição de um comentarista chamado Johnny Fame em sua futura premiação. Muitos ficaram intrigados com o aparente hack de JF, já que o hacker era "conhecido por padrões éticos relativamente altos".

## Performances
| Artista                                        | Canção                                                             | Apresentado por             |
| Pré-show                                       | Pré-show                                                           | Pré-show                    |
| ---------------------------------------------- | ------------------------------------------------------------------ | --------------------------- |
| Usher                                          | "My Way"                                                           | —                           |
| Barenaked Ladies                               | "One Week" "Medley"                                                | —                           |
| Premiação                                      |                                                                    |                             |
| Madonna Lenny Kravitz                          | "Shanti/Ashtangi" Ray of Light"                                    | —                           |
| Pras Ol' Dirty Bastard Mýa Wyclef Jean Canibus | "Gone Till November" "Ghetto Supastar (That Is What You Are)"      | Tyra Banks                  |
| Hole                                           | "Celebrity Skin" (com um excerto de "Pretty Persuasion" de R.E.M.) | Rob Thomas                  |
| Master P Silkk Tha Shocker Mystikal Mia X      | "Make 'Em Say Uhh!"                                                | Shaquille O'Neal            |
| Backstreet Boys                                | "Everybody (Backstreet's Back)"                                    | Mark McGwire Sammy Sosa     |
| Brandy Monica                                  | "The Boy Is Mine"                                                  | Usher                       |
| Dave Matthews Band                             | "Stay (Wasting Time)"                                              | Matt Stone Trey Parker      |
| Marilyn Manson                                 | "The Dope Show"                                                    | Ben Stiller                 |
| The Brian Setzer Orchestra                     | "Jump Jive an' Wail"                                               | Busta Rhymes Flipmode Squad |

## Vencedores e indicados
| Vídeo do Ano (apresentado por Geri Halliwell) | Artista Revelação (apresentado por Sarah Michelle Gellar e Hanson) |
| --- | --- |
| - Madonna – "Ray of Light" - Brandy e Monica – "The Boy Is Mine" - Puff Daddy e the Family (com part. de The LOX, Lil' Kim, The Notorious B.I.G. e Fuzzbubble) – "It's All About the Benjamins (Rock Remix)" - Will Smith – "Gettin' Jiggy wit It" - The Verve – "Bitter Sweet Symphony" | - Natalie Imbruglia – "Torn" - Cherry Poppin' Daddies – "Zoot Suit Rio" - Chumbawamba – "Tubthumping" - Fastball – "The Way" - Mase – "Feel So Good" |
| Melhor Vídeo Masculino (apresentado por Whitney Houston e Mariah Carey) | Melhor Vídeo Feminino (apresentado por Will Smith e Tatyana Ali) |
| - Will Smith – "Just the Two of Us" - David Bowie (com part. de Trent Reznor) – "I'm Afraid of Americans (Nine Inch Nails Remix)" - Busta Rhymes – "Put Your Hands Where My Eyes Could See" - Eric Clapton – "My Father's Eyes" - Brian McKnight – "Anytime" | - Madonna – "Ray of Light" - Fiona Apple – "Criminal" - Mariah Carey (com part. de Puff Daddy e the Family) – "Honey (Bad Boy Remix)" - Natalie Imbruglia – "Torn" - Shania Twain – "You're Still the One" |
| Melhor Vídeo de Grupo (apresentado por Rupert Everett e Salma Hayek) | Melhor Vídeo de Rock (apresentado por Lenny Kravitz e Gwen Stefani) |
| - Backstreet Boys – "Everybody (Backstreet's Back)" - Garbage – "Push It" - Matchbox 20 – "3 A.M." - Radiohead – "Karma Police" - The Verve – "Bitter Sweet Symphony" | - Aerosmith – "Pink" - Foo Fighters – "Everlong" - Dave Matthews Band – "Don't Drink the Water" - Metallica – "The Unforgiven II" |
| Melhor Vídeo de R&B (apresentado por Jennifer Lopez e Mark Wahlberg) | Melhor Vídeo de Rap (apresentado por Tori Amos e Beck) |
| - Wyclef Jean – "Gone Till November" - Brandy e Monica – "The Boy Is Mine" - K-Ci & JoJo – "All My Life" - Usher – "You Make Me Wanna..." | - Will Smith – "Gettin' Jiggy wit It" - Busta Rhymes – "Put Your Hands Where My Eyes Could See" - Master P (com part. de Fiend, Silkk the Shocker, Mia X e Mystikal) – "Make 'Em Say Uhh!" - The Notorious B.I.G. (com part. de Puff Daddy e Mase) – "Mo Money Mo Problems" - Pras (com part. de Ol' Dirty Bastard e Mýa) – "Ghetto Supastar (That Is What You Are)" |
| Melhor Vídeo de Dance (apresentado por John Norris e Serena Altschul) | Melhor Vídeo Alternativo (apresentado por Jada Pinkett Smith e Maxwell) |
| - The Prodigy – "Smack My Bitch Up" - Backstreet Boys – "Everybody (Backstreet's Back)" - Janet Jackson – "Together Again" - Madonna – "Ray of Light" - Will Smith – "Gettin' Jiggy wit It" | - Green Day – "Good Riddance (Time of Your Life)" - Ben Folds Five – "Brick" - Garbage – "Push It" - Radiohead – "Karma Police" - The Verve – "Bitter Sweet Symphony" |
| Melhor Vídeo de Um Filme (apresentado por Chris Tucker e Jackie Chan) | Vídeo Inovador (apresentado por John Norris e Serena Altschul) |
| - Aerosmith – "I Don't Want to Miss a Thing" (de Armageddon) - Beck – "Deadweight" (de A Life Less Ordinary) - Celine Dion – "My Heart Will Go On" (de Titanic) - Goo Goo Dolls – "Iris" (de Cidade dos Anjos) - Pras (com part. de Ol' Dirty Bastard e Mýa) – "Ghetto Supastar (That Is What You Are) " (de Bulworth) - Puff Daddy (com part. de Jimmy Page) – "Come with Me" (de Godzilla)                 | - The Prodigy – "Smack My Bitch Up" - Busta Rhymes – "Put Your Hands Where My Eyes Could See" - Garbage – "Push It" - Sean Lennon – "Home" - Madonna – "Ray of Light" - Roni Size / Reprazent – "Brown Paper Bag" |
| Melhor Direção (apresentado por Jennifer Love Hewitt e Mase) | Melhor Coreografia |
| - Madonna – "Ray of Light" (Diretor: Jonas Åkerlund) - Garbage – "Push It" (Diretor: Andrea Giacobbe) - Wyclef Jean – "Gone Till November" (Diretor: Francis Lawrence) - The Prodigy – "Smack My Bitch Up" (Diretor: Jonas Åkerlund) - Radiohead – "Karma Police" (Diretor: Jonathan Glazer) | - Madonna – "Ray of Light" (Coreógrafos: Madonna e Jonas Åkerlund) - Busta Rhymes – "Put Your Hands Where My Eyes Could See" (Coreógrafo: Fatima Robinson) - Wyclef Jean – "We Trying to Stay Alive" (Coreógrafos: Henry e Crazy Legs) - Will Smith – "Gettin' Jiggy wit It" (Coreógrafo: Stretch) |
| Melhor Efeitos Especiais | Melhor Direção de Arte |
| - Madonna – "Frozen" (Efeitos Especiais: Steve Murgatroyd, Dan Williams, Steve Hiam, and Anthony Walsham) - Aerosmith – "Pink" (Efeitos Especiais: Kevin Yagher) - Aphex Twin – "Come to Daddy" (Efeitos Especiais: Chris Cunningham, Glassworks, Red, and Creature FX) - Foo Fighters – "Everlong" (Efeitos Especiais: Paul Sokol and Chris W.) - Garbage – "Push It" (Efeitos Especiais: Sebasten Caudron) | - Björk – "Bachelorette" (Diretor de Arte: Samantha Gore) - Death in Vegas – "Dirt" (Diretor de Arte: Andrea Giacobbe) - Foo Fighters – "Everlong" (Diretor de Arte: Bill Lakoss) - Garbage – "Push It" (Diretor de Arte: Virginia Lee) |
| Melhor Edição | Melhor Cinematografia |
| - Madonna – "Ray of Light" (Editor: Jonas Åkerlund) - Aerosmith – "I Don't Want to Miss a Thing" (Editor: Chris Hafner) - Garbage – "Push It" (Editor: Sylvain Connat) - The Prodigy – "Smack My Bitch Up" (Editor: Jonas Åkerlund) | - Fiona Apple – "Criminal" (Diretor de Fotografia: Harris Savides) - Garbage – "Push It" (Diretor de Fotografia: Max Malkin) - Madonna – "Ray of Light" (Diretor de Fotografia: Henrik Halvarsson) - Dave Matthews Band – "Don't Drink the Water" (Diretor de Fotografia: Checco Varese) - Radiohead – "Karma Police" (Diretor de Fotografia: Stephen Keith-Roach) |
| Escolha do Público (apresentado por Steven Tyler, Joe Perry e David Spade) | Escolha do Público Internacional (Ásia) (apresentado por Sarah McLachlan e Natalie Imbruglia) |
| - Puff Daddy e the Family (com part. de The LOX, Lil' Kim, The Notorious B.I.G. e Fuzzbubble] – "It's All About the Benjamins (Rock Remix)" - Celine Dion – "My Heart Will Go On" - Green Day – "Good Riddance (Time of Your Life)" - Matchbox 20 – "3 A.M." - Will Smith – "Gettin' Jiggy wit It" | - Chrisye – "Kala Cinta Menggoda" - H.O.T. – "We Are the Future" - Innuendo – "Belaian Jiwa" - Kulay – "Shout" - Nicole Theriault – "Kapolo" |
| Escolha Público Internacional (Austrália) (apresentado por Sarah McLachlan e Natalie Imbruglia) | Escolha do Público Internacional (Brasil) (apresentado por Sarah McLachlan e Natalie Imbruglia) |
| - Kylie Minogue – "Did It Again" - Grinspoon – "Just Ace" - Natalie Imbruglia – "Torn" - Robyn Loau – "Sick with Love" - Regurgitator – "Black Bugs" - Screamfeeder – "Hi C's" - Silverchair – "Cemetery" | - Racionais MC's – "Diário de um Detento" - Fernanda Abreu – "Jack Soul Brasileiro" - Barão Vermelho – "Puro Êxtase" - Biquini Cavadão – "Janaína" - Charlie Brown Jr. – "Proibida pra Mim" - Cidade Negra – "Realidade Virtual" - Claudinho e Buchecha – "Quero Te Encontrar" - Daúde – "Pata Pata" - Engenheiros do Hawaii – "A Montanha" - Gabriel o Pensador – "Cachimbo da Paz" - Ira! – "Eu Não Sei (Can't Explain)" - Jota Quest – "Onibusfobia" - Maskavo Roots – "Djorous" - Os Paralamas do Sucesso – "Ela Disse Adeus" - Pato Fu – "Antes Que Seja Tarde" - Planet Hemp – "Adoled (The Ocean)" - Raimundos – "Andar na Pedra" - O Rappa – "Vapor Barato" - Lulu Santos – "Hyperconectividade" - Soulfly – "Bleed" |
| Escolha do Público Internacional (Índia) (apresentado por Sarah McLachlan e Natalie Imbruglia) | Escolha do Público Internacional (Japão) (apresentado por Sarah McLachlan e Natalie Imbruglia) |
| - Lata Mangeshkar e Udit Narayan – "Dil To Pagal Hai" - Abhijeet – "Main Koi Aisa Geet" - Asha Bhosle – "Janam Samjha Karo" - Kamaal Khan – "O Oh Jaane Jana" - A. R. Rahman – "Maa Tujhe Salaam" | - hide with Spread Beaver – "Pink Spider" - Blankey Jet City – "Akai Tanbarin" - Luna Sea – "Storm" - Puffy – "Ai no Shirushi" - Shikao Suga – "Story" |
| Escolha Público Internacional (América Latina - Norte) (apresentado por Sarah McLachlan e Natalie Imbruglia) | Escolha Público Internacional (América Latina - Sul) (apresentado por Sarah McLachlan e Natalie Imbruglia) |
| - Molotov – "Gimme Tha Power" - Aterciopelados – "Cosita Seria" - Illya Kuryaki e the Valderramas – "Jugo" - La Ley – "Fotofobia" - Plastilina Mosh – "Mr. P. Mosh"" | - Molotov – "Gimme Tha Power" - Andrés Calamaro – "Loco" - Los Fabulosos Cadillacs – "Calaveras y Diablitos" - Illya Kuryaki e the Valderramas – "Jugo" - Turf – "Casanova" |
| Escolha Público Internacional (Mandarim) (apresentado por Sarah McLachlan e Natalie Imbruglia) | Prêmio Michael Jackson Video Vanguard (apresentado por Ben Stiller) |
| - Coco Lee – "Di Da Di" - Black Biscuits – "Stamina" - Karen Mok – "He Doesn't Love Me" - Na Ying – "Conquer" - Power Station – "Cruel Love Letter" - David Tao – "Beside the Airport" | Beastie Boys |